# Советов, Николай Иванович
Николай Иванович Советов (19.08.1925 — 09.09.2011) — машинист экскаватора строительно-монтажного поезда № 193 треста «Кузбасстрансстрой» Министерства транспортного строительства СССР, Кемеровская область, Герой Социалистического Труда (28.07.1966).
Родился 19.08.1925 в Саратовской области.
С 1941 года работал в механизированной колонне № 1 помощником машиниста экскаватора на строительстве железнодорожной линии «Сызрань — Сталинград». По окончании строительства этой трассы приказом Министерства путей сообщения в 1948 в составе спецформирования переведен в Строительно-монтажный поезд (СМП) № 831 треста «Сталинскстройпуть» на строительство линии Сталинск (Новокузнецк) — Абакан.
Работал машинистом экскаватора, бригадиром экскаваторщиков. За досрочное выполнение работ по строительству трассы Сталинск — Абакан награждён орденом Ленина (19.05.1960).
С 1960 года — машинист экскаватора СМП-193 треста «Кузбасстрансстрой».
Указом Президиума Верховного Совета СССР от 28 июля 1966 года за выдающиеся успехи, достигнутые в выполнении заданий семилетнего плана по транспортному строительству, присвоено звание Героя Социалистического Труда с вручением ордена Ленина и золотой медали «Серп и Молот».
Заслуженный строитель РСФСР (1962).
Жил в Новокузнецке. Умер 9 сентября 2011 года.